# Iryna Frizová
Iryna Vasylivna Frizová (ukrajinsky Ірина Василівна Фріз, rusky Ирина Васильевна Фриз; * 25. září 1974 Jevpatoria) je ukrajinská politička, která byla od listopadu 2018 do srpna 2019 ministryní tehdy nově vytvořeného ministerstva pro záležitosti veteránů ve vládě Volodymyra Hrojsmana. V roce 2014 byla zvolena do ukrajinského parlamentu za Blok Petra Porošenka a v ukrajinských parlamentních volbách v roce 2019 za Evropskou solidaritu.

## Život
Od května 2003 do března 2005 byla Frizová asistentkou tehdejšího poslance ukrajinského parlamentu Petra Porošenka. Od března 2005 do srpna 2006 byla asistentkou tajemníka Rady národní bezpečnosti a obrany Ukrajiny a vedoucí tiskové služby tajemníka Rady národní bezpečnosti a obrany Ukrajiny. Od srpna 2006 do května 2008 byla Frizová opět "asistentkou-konzultantkou" v ukrajinském parlamentu. Od května 2008 do ledna 2013 pracovala v Radě Národní banky Ukrajiny.
Ve volební kampani Petra Porošenka během prezidentských voleb v roce 2014 vedla Frizová informační oddělení Porošenkova volebního štábu. Porošenko v těchto volbách zvítězil a v červnu 2014 se stal prezidentem Ukrajiny. Frizová následovala Porošenka do prezidentské administrativy Ukrajiny, kde do prosince 2014 vedla Hlavní ředitelství veřejných komunikací a informací a byla vedoucí Hlavního odboru informační politiky.
Během parlamentních voleb v říjnu 2014 byla Frizová zvolena do ukrajinského parlamentu na stranické kandidátce (30. místo) Bloku Petra Porošenka.
Dne 22. listopadu 2018 parlament jmenoval Frizovou ministryní nově vytvořeného ministerstva pro záležitosti veteránů v Hrojsmanově vládě. Na postu ministryně setrvala až do 29. srpna 2019, kdy byla ustavena Hončarukova vláda.
V ukrajinských parlamentních volbách v červenci 2019 byla Frizová zvolena do parlamentu za stranu Evropská solidarita.
Iryna Frizová je vdaná a má dva syny.